# Gardner River Bridge
Die Gardner River Bridge ist eine Straßenbrücke über den Gardner River im Yellowstone-Nationalpark im Nordwesten des US-Bundesstaates Wyoming. Das 61 m hohe Gerüstpfeilerviadukt (Trestle-Brücke) aus dem Jahr 1939 ist Teil der Grand Loop Road (U.S. Highway 212), die im Norden des Nationalparks von Tower Junction bis Mammoth Hot Springs im Park County verläuft.

## Geschichte
Bereits im Jahr 1930 begann die Planung des Baus einer Brücke über den Gardner River im Norden des Yellowstone-Nationalparks, die eine Alte Armeebrücke aus dem Jahr 1905 ersetzen sollte. Die Frage, ob die Brücke in großer Höhe über den Fluss führen soll oder ihn unmittelbar auf Flusshöhe überqueren soll führte zu einigen Überlegungen und Diskussionen, sodass sich der National Park Service erst im Jahr 1937 auf die heutige Position für den Bau der Gardner River Bridge über den Fluss einigen konnte. Das Design der Brücke wurde bis 1938 entworfen und Anfang Januar 1939 begann der Bau unter der Leitung von Guy H. James aus Tulsa, Oklahoma. Der Bau der Gardner River Bridge wurde schließlich am 14. November 1939 vollendet und die Brücke kurze Zeit später für den Verkehr freigegeben. Die Gesamtkosten für den Bau der Brücke beliefen sich auf 247.339,36 US-Dollar. Die Gardner River Bridge ist heute Teil des Grand Loop Road Historic District, dem mehr als 200 km langen Straßensystem, das Zugang zu einem Großteil der Touristenattraktionen des Parks liefert.

## Beschreibung
Die Gardner River Bridge befindet sich knapp 2 km südöstlich von Mammoth Hot Springs, einer der größten Siedlungen innerhalb des Yellowstone-Nationalparks. Die Stahlkonstruktion überspannt die Schlucht des Gardner River in Nordwest-Südost-Ausrichtung auf einer Länge von insgesamt 293,2 m. Die drei Pfeiler mit Höhen von 45,7 m, 44,2 m und 29 m sind je 7 m breit und je 63 m voneinander entfernt. Die Straßenebene verläuft 61,3 m über dem Gardner River. Die 8,5 m breite Fahrbahnplatte mit einer Stahlbetonfahrbahn bietet Platz für zwei Fahrstreifen (7,5 m zwischen den Bordsteinen).

Detailansicht des unteren Brückenteils
Detailansicht der Verankerung eines der Brückenpfeiler
Blick in Richtung Osten, Juli 1983
Detailansicht von Fachwerk und Brückenpfeiler
Blick in Richtung Süden, Juli 1983

## Belege
1. 1 2  Gardner River Bridge, Spanning Gardner River at North Entrance Road, Lake, Teton County, WY. Abgerufen am 5. November 2021.
2. 1 2 3 4 5 6  Gardner River Bridge - Grand Loop Road - Wyoming - NRHP Historic Districts - Contributing Buildings on Waymarking.com. Abgerufen am 5. November 2021.
3. ↑  Bridgehunter: Gardner River Bridge. Abgerufen am 5. November 2021.